# Estadio de Matsumoto
El Estadio de Matsumoto (Matsumotodaira Park Stadium Alwin), es un estadio multiusos situado en la ciudad de Matsumoto, Prefectura de Nagano, en Japón. El estadio es apodado Alwin en referencia a los Alpes Japoneses y al término Wind (viento en inglés). El recinto fue inaugurado en 2001 y posee una capacidad para 20 300 personas, es principalmente utilizado para la práctica del fútbol y es la casa del club Matsumoto Yamaga de la J2 League.
En 2002 el estadio sirvió como campo de concentración y entrenamiento a la Selección de fútbol de Paraguay en su participación en la Copa Mundial de Fútbol de dicho año. Albergó también partidos de la Copa Kirin en 2007 y 2011.

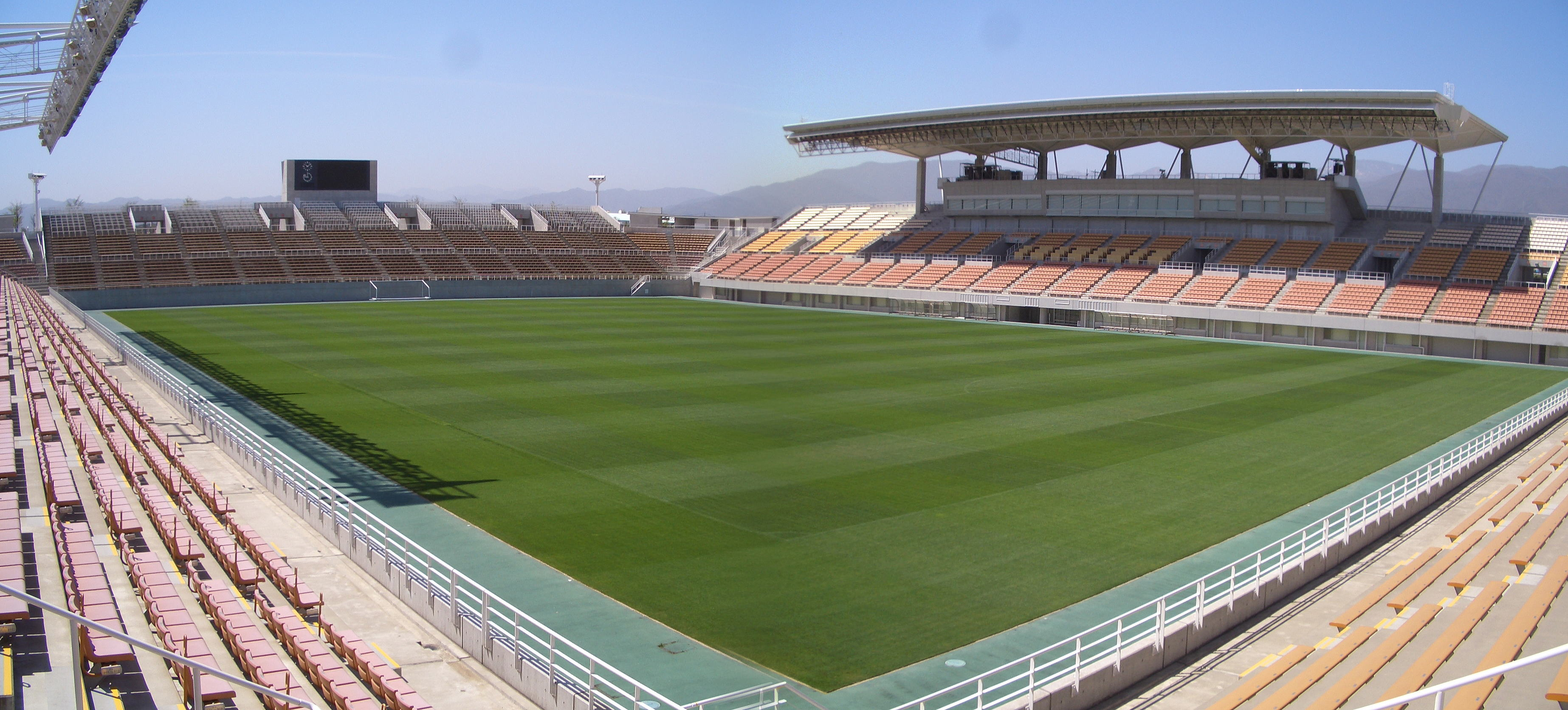
Panorámica del estadio.